# Xenon-Gasentladungslampe

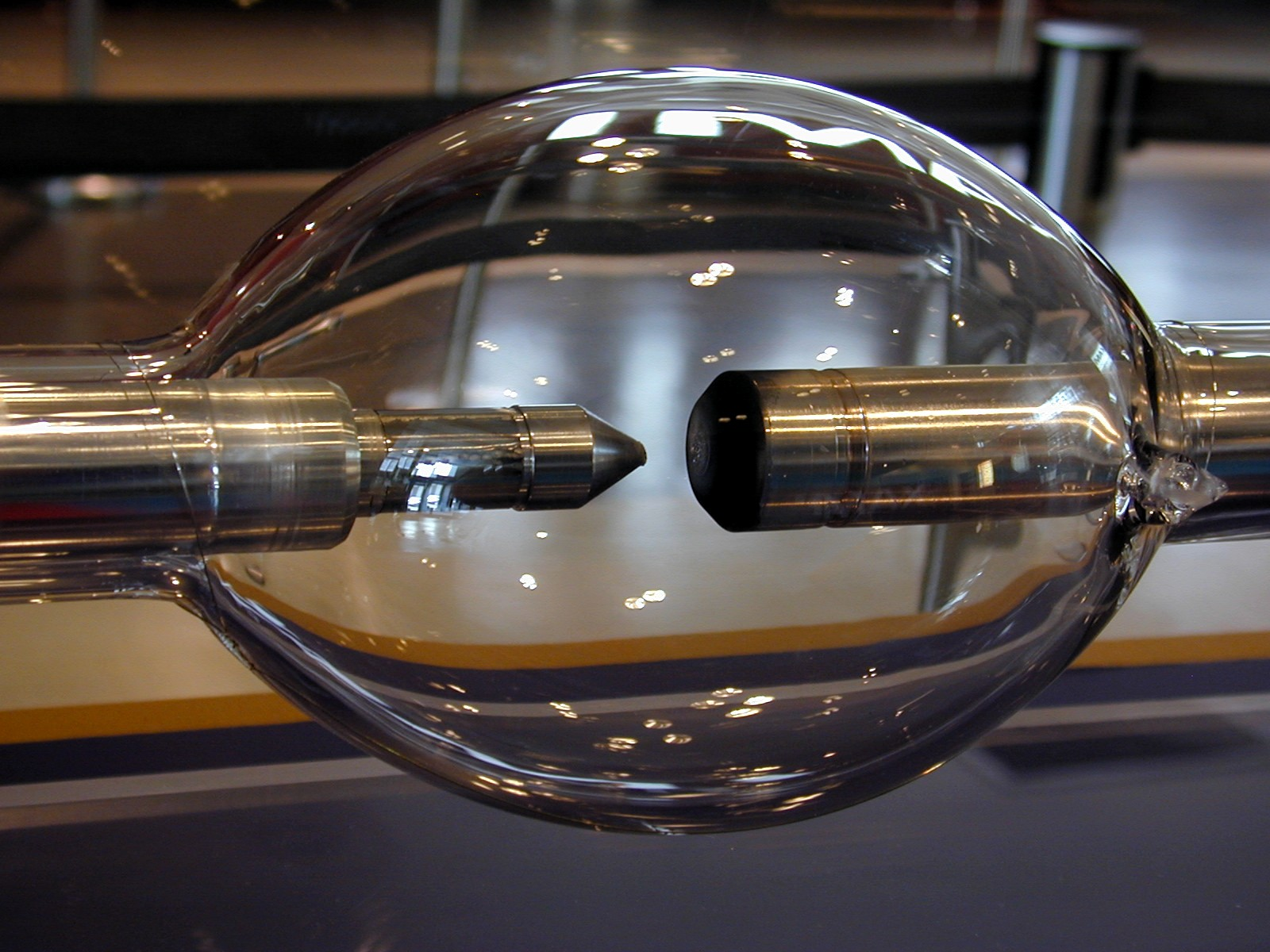
Xenon-Gasentladungslampe mit 15 kW aus einem IMAX-Filmprojektor

Xenon-Gasentladungslampen sind Höchstdruck-Gasentladungslampen. Sie nutzen die Strahlungsemission eines Lichtbogens, besitzen besonders hohe Leuchtdichten und einen sehr hohen Farbwiedergabeindex, weil das erzeugte Spektrum fast dem Sonnenlicht entspricht.
Üblich sind Lampen mit einer Aufnahmeleistung von 25 W bis 15 kW.

## Aufbau

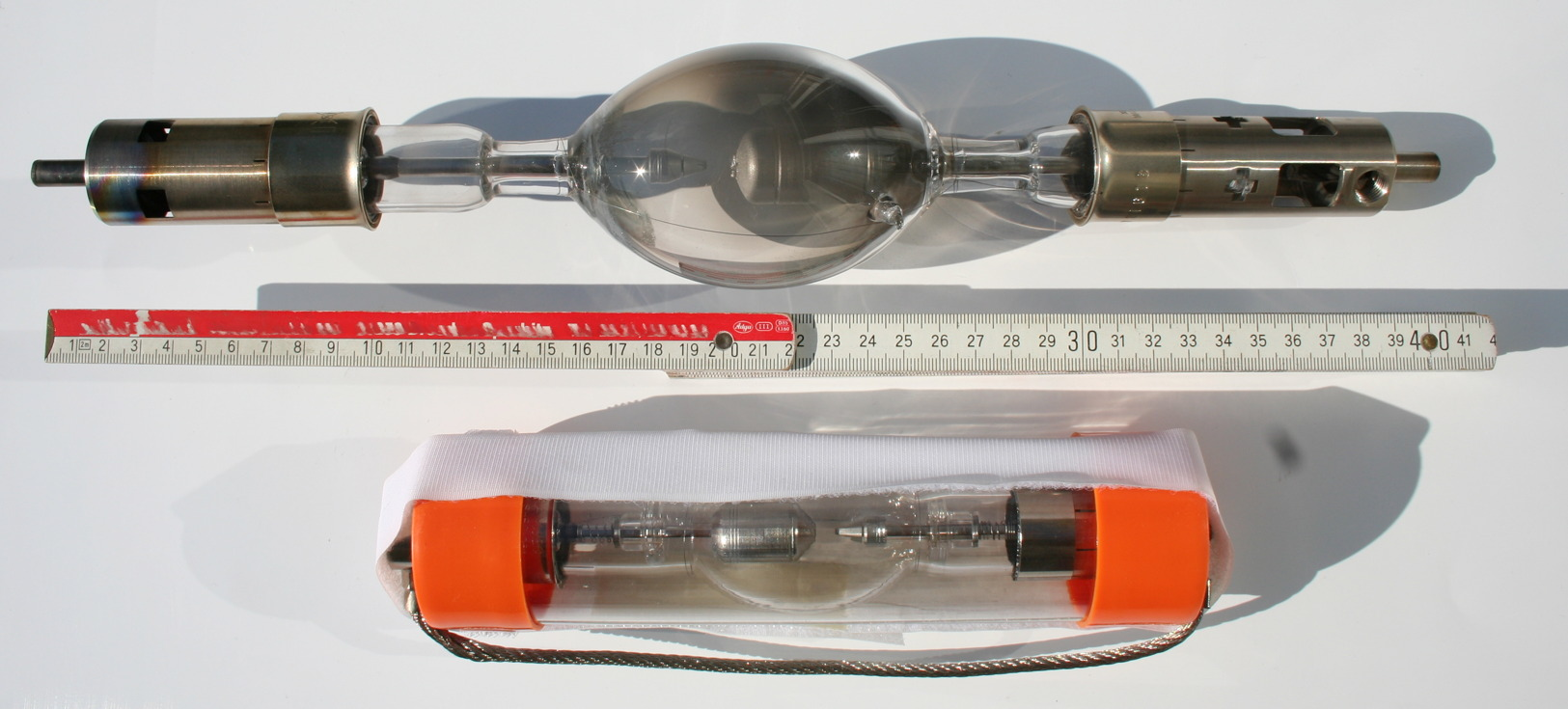
Oben: defekte Xenonlampe (4 kW)
Unten: neue Xenonlampe (2 kW) in ihrer Schutzverpackung

Xenon-Gasentladungslampen bestehen aus einem dickwandigen, mit Xenon gefüllten Quarzglaskolben, in dem zwei massive Wolfram-Elektroden eingeschmolzen sind, zwischen denen ein Abstand von wenigen Millimetern bleibt. Die Kathode ist ein vergleichsweise kleiner Kegel, der auf einen dünneren Wolframstift aufgeschweißt ist. Die Anode ist ein großer zylindrischer Wolframkörper, dessen Stirnfläche mit einer Fase versehen und zur Kathode gerichtet ist. Bei Hochleistungslampen ist die Anode von Kanälen für die Wasserkühlung durchzogen. Die Polarität darf nicht vertauscht werden, weil sonst der Kathodenkegel schmilzt. Die Kathode enthält bis zu 3 Prozent 232Thorium, um die Austrittsarbeit für Elektronen und somit die Zündspannung zu reduzieren. Die Gasfüllung besteht aus reinem Xenon, kann aber auch geringe Zusätze von Quecksilber enthalten.

## Betrieb
Xenon-Gasentladungslampen werden mit kurz aufeinanderfolgenden Hochspannungsimpulsen von 10 bis 60 kV gezündet, wodurch die Gasstrecke zwischen den Elektroden ionisiert wird. Liefert eine leistungsfähige Stromversorgung ausreichend Strom nach, bildet sich zwischen den Elektroden ein Lichtbogen mit einer Brennspannung von etwa 20 V. Mit zunehmender Betriebsdauer kann diese bis auf 60 V steigen. Der Betriebsstrom von etwa 10…200 A muss durch eine Gleichstromquelle (Konstantstromquelle) aufrechterhalten werden, weil der Lichtbogen einen negativen differentiellen Widerstand hat. Je besser der Betriebsstrom geglättet ist, desto größer ist die Lebensdauer der Lampe und umso flimmerfreier ist das abgegebene Licht.
Der Druck der Xenon-Edelgasfüllung steigt während des Betriebs von etwa 8 bar (0,8 MPa) im kalten Zustand auf bis zu 70 bar (7 MPa) an. Der große Druck verbreitert die Emissionslinien des Plasmas zu einem im sichtbaren Bereich nahezu kontinuierlichen Spektrum mit einer Farbtemperatur von etwas über 6000 K, was der Farbe von Tageslicht entspricht. Große Wärmeverluste entstehen durch die starke Aufheizung der Anode. Diese wird durch die auftreffenden Elektronen im Betrieb rotglühend. Um die Wärme besser abstrahlen zu können, benötigt sie eine große Außenfläche. Eine Heißwiederzündung der Lampen ist mit geeigneten Vorschaltgeräten möglich.

## Technische Besonderheiten
Die hohen Temperaturen und Drücke, mit denen Xenon-Kurzbogenlampen arbeiten, erfordern eine Kühlung, ein explosionssicheres Gehäuse sowie Schutzmaßnahmen gegen die intensive, ultraviolettreiche Strahlung.
Abhängig vom Verwendungszweck werden Xenon-Gasentladungslampen auch aus dotiertem Quarzglas hergestellt, um die Ultraviolettstrahlung zurückzuhalten und so die Ozonbildung und die Strahlungsbelastung der Optik zu verringern.
Xenon-Gasentladungslampen haben ein Leuchtzentrum von nur wenigen Millimetern Ausdehnung, wobei der Punkt der größten Leuchtdichte direkt an der Kathode liegt. Die Leuchtdichte sinkt entlang des Bogens bis zur Anode etwa um den Faktor 10 ab. Der kurze Bogen und dessen große, mit der Sonnenoberfläche vergleichbare Leuchtdichte ist besonders zur Kollimation geeignet.
Etwa 80 % der zugeführten elektrischen Leistung wird in Strahlungsenergie umgesetzt, wovon nur etwa 30 % auf den sichtbaren und 6 % auf den UV-Bereich entfallen. Der Rest wird als Infrarotstrahlung abgegeben. Die Lichtausbeute von ca. 30…50 lm/W ist höher als die von Glühlampen, jedoch niedriger als die vieler anderer Gasentladungslampen.
Die traditionelle Einbaulage ist vertikal, wobei die Anode oben sein muss. Vertauscht man die Elektroden oder die elektrische Polarität, wird die Lampe schnell zerstört. Bei Filmprojektoren wird jedoch wegen der höheren Lichtausbeute durch elliptische Spiegel der waagrechte Einbau bevorzugt. Damit der Lichtbogen nicht nach oben ausbeult, kann er durch einen korrekt dimensionierten, hitzefesten Magneten auf der Kathoden-Anoden-Achse gehalten werden.

## Anwendung
Xenon-Kurzbogenlampen werden überall dort verwendet, wo höchste Leuchtdichte, eine fast punktförmige Lichtquelle sowie ein tageslichtähnliches Spektrum erforderlich sind, beispielsweise:
- Kfz-Frontscheinwerfer, siehe auch Xenonlicht
- Große Kino-Filmprojektoren
- Effekt- und Suchscheinwerfer
- Lichtquellen für wissenschaftliche Anwendungen, zum Beispiel Sonnensimulatoren
- Leuchttürme

## Gefahren im Umgang
Durch den hohen Druck selbst im kalten Zustand besteht bei mechanischen Beschädigungen der Lampe ein Explosionsrisiko. Durch ein Zersplittern des Kolbens können schwere Verletzungen bei umstehenden Personen verursacht werden.
Eine heiße Lampe ist infolge des höheren Drucks und der beanspruchten Materialien entsprechend gefährlicher.
Selbst als ozonfrei bezeichnete Lampen strahlen große Mengen längerwelliger UV-Strahlung ab. Ohne geeignete Schutzmaßnahmen führt die Strahlung auf unbedeckter Haut in Kürze zu Verbrennungen und steigert längerfristig das Krebsrisiko.
Die Leuchtdichte des Lichtbogens ist so hoch, dass der ungeschützte Blick auf diesen innerhalb kürzester Zeit schwere Schäden der Netzhaut bis hin zur Erblindung verursachen kann.
Beim Einsatz sind daher eine Reihe von Sicherheitsmaßnahmen notwendig, zum Beispiel:
- Geschultes Bedien- und Wartungspersonal
- Betrieb nur in dafür vorgesehenen, geschlossenen Gehäusen in vorgeschriebener Betriebslage
- Betrieb nur mit vorgeschriebenem Strom und adäquater Kühlung
- Haut- und Augenschutz durch Kleidung und Spezialbrillen oder Absperrung der Lichtausbreitungswege
- Wechsel und Transport nur in speziellen Behältern, zum Beispiel aus Polycarbonat
- Handschuhe und Schutzkleidung bei der Handhabung
- Abführung des durch die Strahlung entstehenden Ozons

## Kosten
Xenon-Kurzbogenlampen-XBO mit Leistungen von 50 Watt bis 1000 Watt sind im Handel zu Preisen von 650 bis 1600 Euro erhältlich. (Stand Januar 2017)